# 汉娜·麦克莱恩
汉娜·麦克莱恩（英語：Hannah McLean，1981年7月1日—），新西兰女子游泳运动员。她曾代表新西兰参加2006年英联邦运动会游泳比赛，在女子200米仰泳项目中获得一枚铜牌。